# Komsomolskij (rejon kungurski)
Komsomolskij (ros. Комсомольский) – osiedle w Rosji, w Kraju Permskim, w rejonie kungurskim. W 2010 liczyło 3096 mieszkańców.